# Plagiomnium tezukae
Plagiomnium tezukae là một loài Rêu trong họ Mniaceae. Loài này được (Sakurai) T.J. Kop. mô tả khoa học đầu tiên năm 1968.